# Caso multiplicativo
El caso multiplicativo (abreviado mlt o mltp) es un caso gramatical utilizado para marcar un número de algo ("tres veces").
El caso se encuentra en el idioma húngaro, por ejemplo nyolc (ocho), nyolcszor (ocho veces), sin embargo no se considera un caso real en la lingüística húngara moderna debido a su naturaleza formadora de adverbios.
El caso también aparece en finés como un caso adverbial (formador de adverbio). Usado con un número cardinal denota el número de acciones; por ejemplo, viisi (cinco) -> viidesti (cinco veces). Usado con adjetivos se refiere a la media de la acción, kaunis (hermoso) -> kauniisti (hermosamente). También se usa con un pequeño número de sustantivos: leikki (juego) -> leikisti ("es broma", "en realidad no"). Además, actúa como intensificador cuando se utiliza con lenguaje soez : piru -> pirusti.